# Porfirio Díaz
José de la Cruz Porfirio Díaz Mori (ur. 15 września 1830 w Oaxace, zm. 2 lipca 1915 w Paryżu) – prezydent Meksyku, dyktator, rządził Meksykiem od 1876 do 1911 (z czteroletnią przerwą).

## Życiorys
Był Metysem, którego przodkowie pochodzili z plemienia Mixteków. Jego ojciec, José de la Cruz Díaz zmarł, gdy Porfirio miał 3 lata. W 1843 chłopiec wstąpił do seminarium, lecz wkrótce opuścił je i dołączył do lokalnej milicji podczas wojny z USA. Pod kierunkiem Benito Juáreza studiował prawo, które ukończył w 1853. Díaz wkrótce stał się miejscowym opozycjonistą i członkiem liberałów, którzy walczyli z dyktaturą Santa Anny.
Jednak prawdziwy przełom w karierze Díaza nadszedł w czasie bitwy pod Pueblą w 1862 z wojskami francuskimi, gdzie wsławił się jako dowódca kawalerii. Potem nastąpił długi okres, w czasie którego Díaz usunął się w cień, aż do 1876, gdy obalił rząd prezydenta Sebastiána Lerdo de Tejady. Początkowo wystąpił z żądaniem reformy, której podstawowym hasłem jest zakaz reelekcji (No Re-election) na stanowisko prezydenta. Po mianowaniu go na najwyższe stanowisko w państwie w listopadzie 1876, sprawował jedną kadencję, po czym ustąpił na rzecz Manuela Gonzáleza. Okres ten charakteryzował się wszechobecną korupcją i niekompetencją urzędników. Díaz wykorzystał to i wygrał następne wybory prezydenckie, łamiąc tym samym swoje wcześniejsze obietnice o „nie-reelekcji”. Wkrótce zmienił konstytucję i usunął z niej artykuły zabraniające powtórnego kandydowania na urząd prezydencki. Władzę podtrzymywał głównie dzięki manipulacjom wyborczym („cudom przy urnach”), ale także poprzez eliminowanie opozycji i morderstwa przeciwników politycznych. Był przy tym bardzo zręcznym manipulatorem i zawsze mówił wyborcom to, co chcieli usłyszeć.
W 1899 w jego własnym rządzie pojawiła się opozycja w osobie Bernardo Reyesa, który zdecydował się współzawodniczyć z Díazem w następnych wyborach. Jednak wkrótce został on zmuszony do udania się na wygnanie.
Epoka rządów Díaza była okresem uprzemysławiania i modernizacji Meksyku, z którego w większości skorzystali potomkowie Hiszpanów (Kreole) oraz koncerny zagraniczne (głównie amerykańskie). Natomiast ogromna większość społeczeństwa (indiańscy i metyscy chłopi) cierpiała wielkie ubóstwo spowodowane głównie brakiem ziemi należącej do obszarników, którzy posiadali wielohektarowe hacjendy oraz stworzonym przez Díaza systemem kierowanym przez bezwzględnych i chciwych urzędników, znienawidzonych przez chłopów. Rozwój kolei i przemysłu spowodował powstanie zaczątków klasy robotniczej, która zaczęła się powiększać wraz z przemieszczaniem się chłopów do miast. Wzmogło się także uzależnienie Meksyku od USA.
W 1908 Díaz w wywiadzie dla amerykańskiej prasy stwierdził, że jest gotów na demokrację i wolne wybory. Zadeklarował, że nie będzie się już ubiegał o urząd prezydenta. Wkrótce jednak uczynił coś zupełnie innego, nakazując aresztowanie Francisco Madero – jednego z głównych faworytów w dniu wyborów.
Wybory jednak odbyły się normalnie. Madero uzyskał wysokie poparcie, ale oficjalne wyniki wyborów były inne, bo jednogłośnie okrzyknięto prezydentem znowu Díaza. Wzbudziło to w społeczeństwie ogromne niezadowolenie, a Díaz, który tyle lat rządził twardą ręką, pozwolił, aby sytuacja wymknęła się mu spod kontroli. Madero wzywał do ogólnonarodowego powstania, które obaliło dyktatora w 1911. Pozostała mu jedynie ucieczka; na miejsce swojego azylu wybrał Francję, gdzie zmarł w Paryżu w 1915.